# Excelsior (ballet)
Pour les articles homonymes, voir Excelsior.
Excelsior est un ballet en deux parties et onze tableaux de Luigi Manzotti, musique de Romualdo Marenco, représenté pour la première fois à la Scala de Milan le 11 janvier 1881.
Sous-titré « action chorégraphique, histoire allégorique et fantastique », ce ballet défend les idéaux de la nouvelle bourgeoisie italienne qui aspire à l'unité de l'Italie.
Les découvertes scientifiques, les avancées technologiques (machine à vapeur, électricité, construction du canal de Suez et du tunnel du Mont-Cenis) sont les piliers de ce ballet de la fin du XIXe siècle qui obtient un succès international : après avoir été présenté à Milan, Naples, Rome, Turin et Venise, l'œuvre circule à Vienne, Saint-Pétersbourg, Paris (inauguration de l'Eden-Théâtre, 7 janvier 1883, reprise en 1889), Londres (Majesty's Theatre, 1885), Bruxelles et aux États-Unis.